# Bebe (album)
| Recensione    | Giudizio |
| ------------- | -------- |
| Riff Magazine | 8/10     |

Bebe è il terzo album in studio della cantautrice statunitense Bebe Rexha, pubblicato il 28 aprile 2023 dalla Warner.

## Descrizione
Rexha ha iniziato a realizzare l'album nel dicembre 2021, partendo da Seasons, la prima canzone scritta per il disco, ispirata al brano Landslide dei Fleetwood Mac. Rolling Stone ha descritto il suono dell'album come un mix di «pop anni Settanta, lirismo di Stevie Nicks e il suono dance pop più familiare di Rexha», oltre che come il suo progetto «più felice e più sballato», dato che la cantante ha spesso fumato marijuana durante la realizzazione dell'album: difatti, ha pubblicato il singolo promozionale Satellite con Snoop Dogg proprio il 4/20, il 20 aprile 2023.

## Accoglienza
Mike DeWald di Riff Magazine ha scritto che l'album «riporta indietro le lancette dell'orologio, infondendo il suono e l'estetica della disco degli anni Settanta con il pop degli anni Ottanta e la produzione moderna», e che «prende i suoni del passato introducendoli a un nuovo pubblico. Inoltre, il disco dimostra come la cantante abbia ancora molto da dire».
La rivista Rolling Stone lo ha inserito al 77º posto della sua lista dei 100 migliori album del 2023.

## Tracce
1. Heart Wants What It Wants – 3:02 (Jussi Karvinen, Liana Banks, Ray Goren, Ryan Williamson, Sarah Solovay, Bebe Rexha, Bonnie McKee, Ido Zmishlany)
2. Miracle Man – 3:28 (Bebe Rexha, Bonnie McKee, Ido Zmishlany, Jesse St. John, Sarah Solovay)
3. Satellite (feat. Snoop Dogg) – 3:28 (Bebe Rexha, Calvin Broadus, Joe Janiak, Kunfetti, Maya K, Sam DeRosa)
4. When It Rains – 2:22 (Jussi Karvinen, Bebe Rexha, Cleo Tighe, Chloe George)
5. Call on Me – 2:50 (Dave Gibson, Janée Bennett, Matthew Burns, Bebe Rexha)
6. I'm Good (Blue) (feat. David Guetta) – 2:55 (David Guetta, Gianfranco Randone, Massimo Gabutti, Maurizio Lobina, Bebe Rexha, Kamille, Phil Plested)
7. Visions (Don't Go) – 3:18 (Bebe Rexha, Ben Kohn, Casey Smith, Pete Kelleher, Tom Barnes, Sean Douglas)
8. I'm Not High, I'm in Love – 3:04 (Jesse St. John, Sarah Solovay, Bebe Rexha, Ido Zmishlany)
9. Blue Moon – 3:13 (Joe Janiak, Kunfetti, Bebe Rexha, Sam DeRosa)
10. Born Again – 3:00 (Alex Bilowitz, Jussi Karvinen, Nick Monson, Bebe Rexha, Michelle Buzz)
11. I Am – 2:55 (Brian Phillips, Joe Janiak, Maya K, Tim Pagnotta, Whitney Phillips, Bebe Rexha)
12. Seasons (feat. Dolly Parton) – 3:23 (Sarah Solovay, Ido Zmishlany, Bebe Rexha)

## Classifiche
| Classifica (2023) | Posizione massima |
| ----------------- | ----------------- |
| Canada            | 36                |
| Francia           | 94                |
| Stati Uniti       | 132               |